# Liste des héritiers du trône de Bretagne
Cet article donne la liste des héritiers du trône de Bretagne depuis l'avènement d'Alix de Thouars en 1203 jusqu'au retour du duché de Bretagne dans le domaine royal français en 1547. Contrairement à d'autres monarchies, les règles de succession n'ont pas inclus la loi salique, mais les droits des femmes n'ont cependant pas toujours été respectés.

## Liste des héritiers par dynastie
Le nom de la dynastie indiqué se réfère au souverain alors en place. Les héritiers peuvent appartenir à d'autres dynasties.
Les héritiers qui sont montés par la suite sur le trône sont indiqués en gras.

### Maison de Thouars (1203-1221)
| Héritier                                  | Héritier                            | Parenté avec la duchesse | Devient héritier          | Cesse d'être héritier         | Durée          | 2e dans l'ordre de succession parenté avec l'héritier, dates | Duchesse dates de règne                                                         |
| Portrait                                  | Nom                                 | Parenté avec la duchesse | Devient héritier          | Cesse d'être héritier         | Durée          | 2e dans l'ordre de succession parenté avec l'héritier, dates | Duchesse dates de règne                                                         |
| ----------------------------------------- | ----------------------------------- | ------------------------ | ------------------------- | ----------------------------- | -------------- | ------------------------------------------------------------ | ------------------------------------------------------------------------------- |
|                                           | Catherine de Thouars, dame de Vitré | sœur                     | 1203 avènement de sa sœur | 1217 naissance de son neveu   | environ 14 ans | aucun                                                        | Alix (1203 - 21 octobre 1221) et Pierre Ier (28 janvier 1213 - 21 octobre 1221) |
|                                           | Jean futur Jean Ier                 | fils                     | 1217 sa naissance         | 21 octobre 1221 son avènement | environ 4 ans  | Catherine de Thouars, dame de Vitré sa tante (1217 - 1218)   | Alix (1203 - 21 octobre 1221) et Pierre Ier (28 janvier 1213 - 21 octobre 1221) |
| Yolande sa sœur (1218 - 1220)             | Jean futur Jean Ier                 | fils                     | 1217 sa naissance         | 21 octobre 1221 son avènement | environ 4 ans  |                                                              | Alix (1203 - 21 octobre 1221) et Pierre Ier (28 janvier 1213 - 21 octobre 1221) |
| Arthur son frère (1220 - 21 octobre 1221) | Jean futur Jean Ier                 | fils                     | 1217 sa naissance         | 21 octobre 1221 son avènement | environ 4 ans  |                                                              | Alix (1203 - 21 octobre 1221) et Pierre Ier (28 janvier 1213 - 21 octobre 1221) |

### Maison capétienne de Dreux (1221-1341)
| Héritier | Héritier                                   | Parenté avec le duc | Devient héritier                       | Cesse d'être héritier                                      | Durée                      | 2e dans l'ordre de succession parenté avec l'héritier, dates             | Duc dates de règne                          |
| Portrait | Nom                                        | Parenté avec le duc | Devient héritier                       | Cesse d'être héritier                                      | Durée                      | 2e dans l'ordre de succession parenté avec l'héritier, dates             | Duc dates de règne                          |
| --- | ------------------------------------------ | ------------------- | -------------------------------------- | ---------------------------------------------------------- | -------------------------- | ------------------------------------------------------------------------ | ------------------------------------------- |
| | Arthur                                     | frère               | 21 octobre 1221 avènement de son frère | 1224 son décès                                             | environ 3 ans              | Yolande sa sœur                                                          | Jean Ier (21 octobre 1221 - 8 octobre 1286) |
| | Yolande, comtesse de Penthièvre            | sœur                | 1224 décès de son frère                | 3 janvier 1239 naissance de son neveu                      | environ 15 ans             | Catherine, dame de Vitré sa tante (1224 - avant 1239)                    | Jean Ier (21 octobre 1221 - 8 octobre 1286) |
| Isabelle sa fille (avant 1239 - 3 janvier 1239) | Yolande, comtesse de Penthièvre            | sœur                | 1224 décès de son frère                | 3 janvier 1239 naissance de son neveu                      | environ 15 ans             |                                                                          | Jean Ier (21 octobre 1221 - 8 octobre 1286) |
| | Jean, comte de Richmond futur Jean II      | fils                | 3 janvier 1239 sa naissance            | 8 octobre 1286 son avènement                               | 47 ans, 9 mois et 5 jours  | Yolande, comtesse de Penthièvre sa tante (3 janvier 1239 - 2 avril 1241) | Jean Ier (21 octobre 1221 - 8 octobre 1286) |
| Pierre, seigneur de Dinan son frère (2 avril 1241 - 25 juillet 1261) | Jean, comte de Richmond futur Jean II      | fils                | 3 janvier 1239 sa naissance            | 8 octobre 1286 son avènement                               | 47 ans, 9 mois et 5 jours  |                                                                          | Jean Ier (21 octobre 1221 - 8 octobre 1286) |
| Arthur, vicomte de Limoges son fils (25 juillet 1261 - 8 octobre 1286) | Jean, comte de Richmond futur Jean II      | fils                | 3 janvier 1239 sa naissance            | 8 octobre 1286 son avènement                               | 47 ans, 9 mois et 5 jours  |                                                                          | Jean Ier (21 octobre 1221 - 8 octobre 1286) |
| | Arthur, vicomte de Limoges futur Arthur II | fils                | 8 octobre 1286 avènement de son père   | 18 novembre 1305 son avènement                             | 19 ans, 1 mois et 10 jours | Jean, vicomte de Limoges son fils                                        | Jean II (8 octobre 1286 - 18 novembre 1305) |
| | Jean, vicomte de Limoges futur Jean III    | fils                | 18 novembre 1305 avènement de son père | 27 août 1312 son avènement                                 | 6 ans, 9 mois et 9 jours   | Guy son frère                                                            | Arthur II (18 novembre 1305 - 27 août 1312) |
| | Guy, comte de Penthièvre                   | frère               | 27 août 1312 avènement de son frère    | 27 mars 1331 son décès                                     | 18 ans et 7 mois           | Jean, comte de Montfort son demi-frère (27 août 1312 - vers 1324)        | Jean III (27 août 1312 - 30 avril 1341)     |
| succession incertaine (vers 1324 - 27 mars 1331) | Guy, comte de Penthièvre                   | frère               | 27 août 1312 avènement de son frère    | 27 mars 1331 son décès                                     | 18 ans et 7 mois           |                                                                          | Jean III (27 août 1312 - 30 avril 1341)     |
| Succession incertaine (27 mars 1331 - 30 avril 1341) : pour la maison de Blois, qui s'appuyait sur le droit breton, la succession s'établissait comme suit                 |                                            |                     |                                        |                                                            |                            |                                                                          | Jean III (27 août 1312 - 30 avril 1341)     |
| | Jeanne, comtesse de Penthièvre             | nièce               | 27 mars 1331 décès de son père         | 30 avril 1341 début de la guerre de Succession de Bretagne | 10 ans, 1 mois et 3 jours  | Jean, comte de Montfort son oncle (27 mars 1331 - vers 1340)             | Jean III (27 août 1312 - 30 avril 1341)     |
| Marguerite sa fille (vers 1340 - 30 avril 1341) | Jeanne, comtesse de Penthièvre             | nièce               | 27 mars 1331 décès de son père         | 30 avril 1341 début de la guerre de Succession de Bretagne | 10 ans, 1 mois et 3 jours  |                                                                          | Jean III (27 août 1312 - 30 avril 1341)     |
| Succession incertaine (27 mars 1331 - 30 avril 1341) : pour la maison capétienne de Montfort, qui s'appuyait sur le droit français, la succession s'établissait comme suit |                                            |                     |                                        |                                                            |                            |                                                                          | Jean III (27 août 1312 - 30 avril 1341)     |
| | Jean, comte de Montfort                    | demi-frère          | 27 mars 1331 décès de son demi-frère   | 30 avril 1341 début de la guerre de Succession de Bretagne | 10 ans, 1 mois et 3 jours  | Jean, comte de Richmond son oncle (27 mars 1331 - 17 janvier 1334)       | Jean III (27 août 1312 - 30 avril 1341)     |
| aucun (17 janvier 1334 - 1339) | Jean, comte de Montfort                    | demi-frère          | 27 mars 1331 décès de son demi-frère   | 30 avril 1341 début de la guerre de Succession de Bretagne | 10 ans, 1 mois et 3 jours  |                                                                          | Jean III (27 août 1312 - 30 avril 1341)     |
| Jean son fils (1339 - 30 avril 1341) | Jean, comte de Montfort                    | demi-frère          | 27 mars 1331 décès de son demi-frère   | 30 avril 1341 début de la guerre de Succession de Bretagne | 10 ans, 1 mois et 3 jours  |                                                                          | Jean III (27 août 1312 - 30 avril 1341)     |

### Guerre de Succession de Bretagne (1341-1365)
| Héritier                                   | Héritier           | Parenté avec le prétendant | Devient héritier                                  | Cesse d'être héritier                                 | Durée                     | 2e dans l'ordre de succession parenté avec l'héritier, dates        | Prétendant dates de revendication                                                                            |
| Portrait                                   | Nom                | Parenté avec le prétendant | Devient héritier                                  | Cesse d'être héritier                                 | Durée                     | 2e dans l'ordre de succession parenté avec l'héritier, dates        | Prétendant dates de revendication                                                                            |
| ------------------------------------------ | ------------------ | -------------------------- | ------------------------------------------------- | ----------------------------------------------------- | ------------------------- | ------------------------------------------------------------------- | --- |
|                                            | Marguerite         | fille                      | 30 avril 1341 succession blésiste de ses parents  | 5 février 1345 naissance de son frère                 | 3 ans, 9 mois et 6 jours  | Jean, comte de Montfort son grand-oncle (30 avril 1341 - vers 1343) | Jeanne de Penthièvre (30 avril 1341 - 12 avril 1365) et Charles de Blois (30 avril 1341 - 29 septembre 1364) |
| Marie sa sœur (vers 1343 - 5 février 1345) | Marguerite         | fille                      | 30 avril 1341 succession blésiste de ses parents  | 5 février 1345 naissance de son frère                 | 3 ans, 9 mois et 6 jours  |                                                                     | Jeanne de Penthièvre (30 avril 1341 - 12 avril 1365) et Charles de Blois (30 avril 1341 - 29 septembre 1364) |
|                                            | Jean               | fils                       | 5 février 1345 sa naissance                       | 12 avril 1365 signature du premier traité de Guérande | 20 ans, 2 mois et 7 jours | Marguerite sa sœur (5 février 1345 - avant 1347)                    | Jeanne de Penthièvre (30 avril 1341 - 12 avril 1365) et Charles de Blois (30 avril 1341 - 29 septembre 1364) |
| Gui son frère (avant 1347 - 12 avril 1365) | Jean               | fils                       | 5 février 1345 sa naissance                       | 12 avril 1365 signature du premier traité de Guérande | 20 ans, 2 mois et 7 jours |                                                                     | Jeanne de Penthièvre (30 avril 1341 - 12 avril 1365) et Charles de Blois (30 avril 1341 - 29 septembre 1364) |
| contre                                     |                    |                            |                                                   |                                                       |                           |                                                                     | |
|                                            | Jean futur Jean IV | fils                       | 30 avril 1341 succession montfortiste de son père | 26 septembre 1345 devient prétendant                  | 4 ans, 4 mois et 27 jours | aucun                                                               | Jean II de Montfort (30 avril 1341 - 26 septembre 1345)                                                      |
| Aucun héritier                             | Aucun héritier     | Aucun héritier             | Aucun héritier                                    | Aucun héritier                                        | Aucun héritier            | Aucun héritier                                                      | Jean III de Montfort (26 septembre 1345 - 12 avril 1365)                                                     |

### Maison capétienne de Montfort (1365-1514)
| Héritier                                                               | Héritier                                       | Parenté avec le duc | Devient héritier                         | Cesse d'être héritier                    | Durée                      | 2e dans l'ordre de succession parenté avec l'héritier, dates                 | Duc dates de règne                                |
| Portrait                                                               | Nom                                            | Parenté avec le duc | Devient héritier                         | Cesse d'être héritier                    | Durée                      | 2e dans l'ordre de succession parenté avec l'héritier, dates                 | Duc dates de règne                                |
| ---------------------------------------------------------------------- | ---------------------------------------------- | ------------------- | ---------------------------------------- | ---------------------------------------- | -------------------------- | ---------------------------------------------------------------------------- | ------------------------------------------------- |
|                                                                        | Jean, comte de Penthièvre                      | cousin              | 12 avril 1365 avènement de son cousin    | 24 décembre 1389 naissance de son cousin | 24 ans, 8 mois et 12 jours | Gui son frère (12 avril 1365 - 1385)                                         | Jean IV (12 avril 1365 - 1er novembre 1399)       |
| Henri son frère (1385 - vers 1387)                                     | Jean, comte de Penthièvre                      | cousin              | 12 avril 1365 avènement de son cousin    | 24 décembre 1389 naissance de son cousin | 24 ans, 8 mois et 12 jours |                                                                              | Jean IV (12 avril 1365 - 1er novembre 1399)       |
| Olivier son fils (vers 1387 - 24 décembre 1389)                        | Jean, comte de Penthièvre                      | cousin              | 12 avril 1365 avènement de son cousin    | 24 décembre 1389 naissance de son cousin | 24 ans, 8 mois et 12 jours |                                                                              | Jean IV (12 avril 1365 - 1er novembre 1399)       |
|                                                                        | Jean futur Jean V                              | fils                | 24 décembre 1389 sa naissance            | 1er novembre 1399 son avènement          | 9 ans, 10 mois et 8 jours  | Jean, comte de Penthièvre son cousin (24 décembre 1389 - 24 août 1393)       | Jean IV (12 avril 1365 - 1er novembre 1399)       |
| Arthur son frère (24 août 1393 - 1er novembre 1399)                    | Jean futur Jean V                              | fils                | 24 décembre 1389 sa naissance            | 1er novembre 1399 son avènement          | 9 ans, 10 mois et 8 jours  |                                                                              | Jean IV (12 avril 1365 - 1er novembre 1399)       |
|                                                                        | Arthur futur Arthur III                        | frère               | 1er novembre 1399 avènement de son frère | 11 mai 1414 naissance de son neveu       | 14 ans, 6 mois et 10 jours | Gilles, seigneur de Chantocé son frère (1er novembre 1399 - 19 juillet 1412) | Jean V (1er novembre 1399 - 29 août 1442)         |
| Richard son frère (19 juillet 1412 - 11 mai 1414)                      | Arthur futur Arthur III                        | frère               | 1er novembre 1399 avènement de son frère | 11 mai 1414 naissance de son neveu       | 14 ans, 6 mois et 10 jours |                                                                              | Jean V (1er novembre 1399 - 29 août 1442)         |
|                                                                        | François, comte de Montfort futur François Ier | fils                | 11 mai 1414 sa naissance                 | 29 août 1442 son avènement               | 28 ans, 3 mois et 18 jours | Arthur son oncle (11 mai 1414 - 7 juillet 1418)                              | Jean V (1er novembre 1399 - 29 août 1442)         |
| Pierre son frère (7 juillet 1418 - vers 1434)                          | François, comte de Montfort futur François Ier | fils                | 11 mai 1414 sa naissance                 | 29 août 1442 son avènement               | 28 ans, 3 mois et 18 jours |                                                                              | Jean V (1er novembre 1399 - 29 août 1442)         |
| Renaud son fils (vers 1434 - vers 1439)                                | François, comte de Montfort futur François Ier | fils                | 11 mai 1414 sa naissance                 | 29 août 1442 son avènement               | 28 ans, 3 mois et 18 jours |                                                                              | Jean V (1er novembre 1399 - 29 août 1442)         |
| Pierre, comte de Guingamp son frère (vers 1439 - 29 août 1442)         | François, comte de Montfort futur François Ier | fils                | 11 mai 1414 sa naissance                 | 29 août 1442 son avènement               | 28 ans, 3 mois et 18 jours |                                                                              | Jean V (1er novembre 1399 - 29 août 1442)         |
|                                                                        | Pierre, comte de Guingamp futur Pierre II      | frère               | 29 août 1442 avènement de son frère      | 19 juillet 1450 son avènement            | 7 ans, 10 mois et 20 jours | Gilles, seigneur de Chantocé son frère (29 août 1442 - 25 avril 1450)        | François Ier (29 août 1442 - 19 juillet 1450)     |
| Arthur son oncle (25 avril - 19 juillet 1450)                          | Pierre, comte de Guingamp futur Pierre II      | frère               | 29 août 1442 avènement de son frère      | 19 juillet 1450 son avènement            | 7 ans, 10 mois et 20 jours |                                                                              | François Ier (29 août 1442 - 19 juillet 1450)     |
|                                                                        | Arthur futur Arthur III                        | oncle               | 19 juillet 1450 avènement de son neveu   | 22 septembre 1457 son avènement          | 7 ans, 2 mois et 3 jours   | François son neveu                                                           | Pierre II (19 juillet 1450 - 22 septembre 1457)   |
|                                                                        | François futur François II                     | neveu               | 22 septembre 1457 avènement de son oncle | 26 décembre 1458 son avènement           | 1 an, 3 mois et 4 jours    | Catherine sa sœur                                                            | Arthur III (22 septembre 1457 - 26 décembre 1458) |
|                                                                        | Catherine                                      | sœur                | 26 décembre 1458 avènement de son frère  | 29 juin 1463 naissance de son neveu      | 4 ans, 6 mois et 3 jours   | Jean son fils                                                                | François II (26 décembre 1458 - 9 septembre 1488) |
|                                                                        | Jean, comte de Montfort                        | fils                | 29 juin 1463 sa naissance                | 25 août 1463 son décès                   | 1 mois et 27 jours         | Catherine sa tante                                                           | François II (26 décembre 1458 - 9 septembre 1488) |
|                                                                        | Catherine, princesse d'Orange                  | sœur                | 25 août 1463 décès de son neveu          | avant le 22 avril 1476 son décès         | environ 12 ans et demi     | Jean son fils                                                                | François II (26 décembre 1458 - 9 septembre 1488) |
|                                                                        | Jean, prince d'Orange                          | neveu               | avant le 22 avril 1476 décès de sa mère  | 25 janvier 1477 naissance de sa cousine  | environ 9 mois             | Marie, vicomtesse de Rohan sa cousine                                        | François II (26 décembre 1458 - 9 septembre 1488) |
|                                                                        | Anne future Anne                               | fille               | 25 janvier 1477 sa naissance             | 9 septembre 1488 son avènement           | 11 ans, 7 mois et 15 jours | Jean, prince d'Orange son cousin (25 janvier 1477 - 1478)                    | François II (26 décembre 1458 - 9 septembre 1488) |
| Isabeau sa sœur (1478 - 9 septembre 1488)                              | Anne future Anne                               | fille               | 25 janvier 1477 sa naissance             | 9 septembre 1488 son avènement           | 11 ans, 7 mois et 15 jours |                                                                              | François II (26 décembre 1458 - 9 septembre 1488) |
|                                                                        | Isabeau                                        | sœur                | 9 septembre 1488 avènement de sa sœur    | 24 août 1490 son décès                   | 1 an, 11 mois et 15 jours  | Jean, prince d'Orange son cousin                                             | Anne (9 septembre 1488 - 9 janvier 1514)          |
|                                                                        | Jean, prince d'Orange                          | cousin              | 24 août 1490 décès de sa cousine         | 11 octobre 1492 naissance de son cousin  | 2 ans, 1 mois et 17 jours  | Marie, vicomtesse de Rohan sa cousine                                        | Anne (9 septembre 1488 - 9 janvier 1514)          |
|                                                                        | Charles-Orland                                 | fils                | 11 octobre 1492 sa naissance             | 16 décembre 1495 son décès               | 3 ans, 2 mois et 5 jours   | Jean, prince d'Orange son cousin                                             | Anne (9 septembre 1488 - 9 janvier 1514)          |
|                                                                        | Jean, prince d'Orange                          | cousin              | 16 décembre 1495 décès de son cousin     | 8 septembre 1496 naissance de son cousin | 8 mois et 23 jours         | Marie, vicomtesse de Rohan sa cousine                                        | Anne (9 septembre 1488 - 9 janvier 1514)          |
|                                                                        | Charles                                        | fils                | 8 septembre 1496 sa naissance            | 2 octobre 1496 son décès                 | 24 jours                   | Jean, prince d'Orange son cousin                                             | Anne (9 septembre 1488 - 9 janvier 1514)          |
|                                                                        | Jean, prince d'Orange                          | cousin              | 2 octobre 1496 décès de son cousin       | juillet 1497 naissance de son cousin     | environ 9 mois             | Marie, vicomtesse de Rohan sa cousine                                        | Anne (9 septembre 1488 - 9 janvier 1514)          |
|                                                                        | François                                       | fils                | juillet 1497 sa naissance                | début 1498 son décès                     | quelques mois              | Jean, prince d'Orange son cousin                                             | Anne (9 septembre 1488 - 9 janvier 1514)          |
|                                                                        | Jean, prince d'Orange                          | cousin              | début 1498 décès de son cousin           | 20 mars 1498 naissance de sa cousine     | quelques semaines          | Claude sa fille                                                              | Anne (9 septembre 1488 - 9 janvier 1514)          |
|                                                                        | Anne                                           | fille               | 20 mars 1498 sa naissance                | 20 mars 1498 son décès                   | moins d’un jour            | Jean, prince d'Orange son cousin                                             | Anne (9 septembre 1488 - 9 janvier 1514)          |
|                                                                        | Jean, prince d'Orange                          | cousin              | 20 mars 1498 décès de sa cousine         | 13 octobre 1499 naissance de sa cousine  | 1 an, 6 mois et 23 jours   | Claude sa fille                                                              | Anne (9 septembre 1488 - 9 janvier 1514)          |
|                                                                        | Claude future Claude                           | fille               | 13 octobre 1499 sa naissance             | 9 janvier 1514 son avènement             | 14 ans, 2 mois et 27 jours | Jean, prince d'Orange son cousin (13 octobre 1499 - 8 avril 1502)            | Anne (9 septembre 1488 - 9 janvier 1514)          |
| Philibert, prince d'Orange son cousin (8 avril 1502 - 25 octobre 1510) | Claude future Claude                           | fille               | 13 octobre 1499 sa naissance             | 9 janvier 1514 son avènement             | 14 ans, 2 mois et 27 jours |                                                                              | Anne (9 septembre 1488 - 9 janvier 1514)          |
| Renée, comtesse de Chartres sa sœur (25 octobre 1510 - 9 janvier 1514) | Claude future Claude                           | fille               | 13 octobre 1499 sa naissance             | 9 janvier 1514 son avènement             | 14 ans, 2 mois et 27 jours |                                                                              | Anne (9 septembre 1488 - 9 janvier 1514)          |

### Maison capétienne de Valois (1514-1547)
| Héritier                                              | Héritier                    | Parenté avec le duc | Devient héritier                       | Cesse d'être héritier                                                   | Durée                     | 2e dans l'ordre de succession parenté avec l'héritier, dates          | Duc dates de règne                            |
| Portrait                                              | Nom                         | Parenté avec le duc | Devient héritier                       | Cesse d'être héritier                                                   | Durée                     | 2e dans l'ordre de succession parenté avec l'héritier, dates          | Duc dates de règne                            |
| ----------------------------------------------------- | --------------------------- | ------------------- | -------------------------------------- | ----------------------------------------------------------------------- | ------------------------- | --------------------------------------------------------------------- | --------------------------------------------- |
|                                                       | Renée, comtesse de Chartres | sœur                | 9 janvier 1514 avènement de sa sœur    | 19 août 1515 naissance de sa nièce                                      | 1 an, 7 mois et 10 jours  | Philibert, prince d'Orange son cousin                                 | Claude (9 janvier 1514 - 20 juillet 1524)     |
|                                                       | Louise                      | fille               | 19 août 1515 sa naissance              | 28 février 1518 naissance de son frère                                  | 2 ans, 6 mois et 9 jours  | Renée, comtesse de Chartres sa tante (19 août 1515 - 23 octobre 1516) | Claude (9 janvier 1514 - 20 juillet 1524)     |
| Charlotte sa sœur (23 octobre 1516 - 28 février 1518) | Louise                      | fille               | 19 août 1515 sa naissance              | 28 février 1518 naissance de son frère                                  | 2 ans, 6 mois et 9 jours  |                                                                       | Claude (9 janvier 1514 - 20 juillet 1524)     |
|                                                       | François futur François III | fils                | 28 février 1518 sa naissance           | 20 juillet 1524 son avènement                                           | 6 ans, 4 mois et 22 jours | Louise sa sœur (28 février - 21 septembre 1518)                       | Claude (9 janvier 1514 - 20 juillet 1524)     |
| Charlotte sa sœur (21 septembre 1518 - 31 mars 1519)  | François futur François III | fils                | 28 février 1518 sa naissance           | 20 juillet 1524 son avènement                                           | 6 ans, 4 mois et 22 jours |                                                                       | Claude (9 janvier 1514 - 20 juillet 1524)     |
| Henri son frère (31 mars 1519 - 20 juillet 1524)      | François futur François III | fils                | 28 février 1518 sa naissance           | 20 juillet 1524 son avènement                                           | 6 ans, 4 mois et 22 jours |                                                                       | Claude (9 janvier 1514 - 20 juillet 1524)     |
|                                                       | Henri futur Henri           | frère               | 20 juillet 1524 avènement de son frère | 10 août 1536 son avènement                                              | 12 ans et 21 jours        | Charles son frère                                                     | François III (20 juillet 1524 - 10 août 1536) |
|                                                       | Charles                     | frère               | 10 août 1536 avènement de son frère    | 19 janvier 1544 naissance de son neveu                                  | 7 ans, 5 mois et 9 jours  | Madeleine, reine d'Écosse sa sœur (10 août 1536 - 2 juillet 1537)     | Henri (10 août 1536 - 31 mars 1547)           |
| Marguerite sa sœur (2 juillet 1537 - 19 janvier 1544) | Charles                     | frère               | 10 août 1536 avènement de son frère    | 19 janvier 1544 naissance de son neveu                                  | 7 ans, 5 mois et 9 jours  |                                                                       | Henri (10 août 1536 - 31 mars 1547)           |
|                                                       | François                    | fils                | 19 janvier 1544 sa naissance           | 31 mars 1547 retour du duché de Bretagne dans le domaine royal français | 3 ans, 2 mois et 12 jours | Charles son oncle (19 janvier 1544 - 2 avril 1545)                    | Henri (10 août 1536 - 31 mars 1547)           |
| Élisabeth sa sœur (2 avril 1545 - 31 mars 1547)       | François                    | fils                | 19 janvier 1544 sa naissance           | 31 mars 1547 retour du duché de Bretagne dans le domaine royal français | 3 ans, 2 mois et 12 jours |                                                                       | Henri (10 août 1536 - 31 mars 1547)           |